# سيف الدين كوه
سيف‌ الدين‌ كوه هي قرية في مقاطعة هشترود، إيران. عدد سكان هذه القرية هو 21 في سنة 2006.